# Deep Space 1
Deep Space 1 je kosmická sonda, vypuštěná 24. října 1998 (14:08 SELČ). Jednalo se o první sondu, která byla zařazena do programu New Millenium. Jejím hlavním cílem byl výzkum nových technologií a procesů - především iontového motoru a autonomních řídících systémů. Zkoumala planetku (9969) Braille a kometu 19P/Borrelly.

## Průběh letu

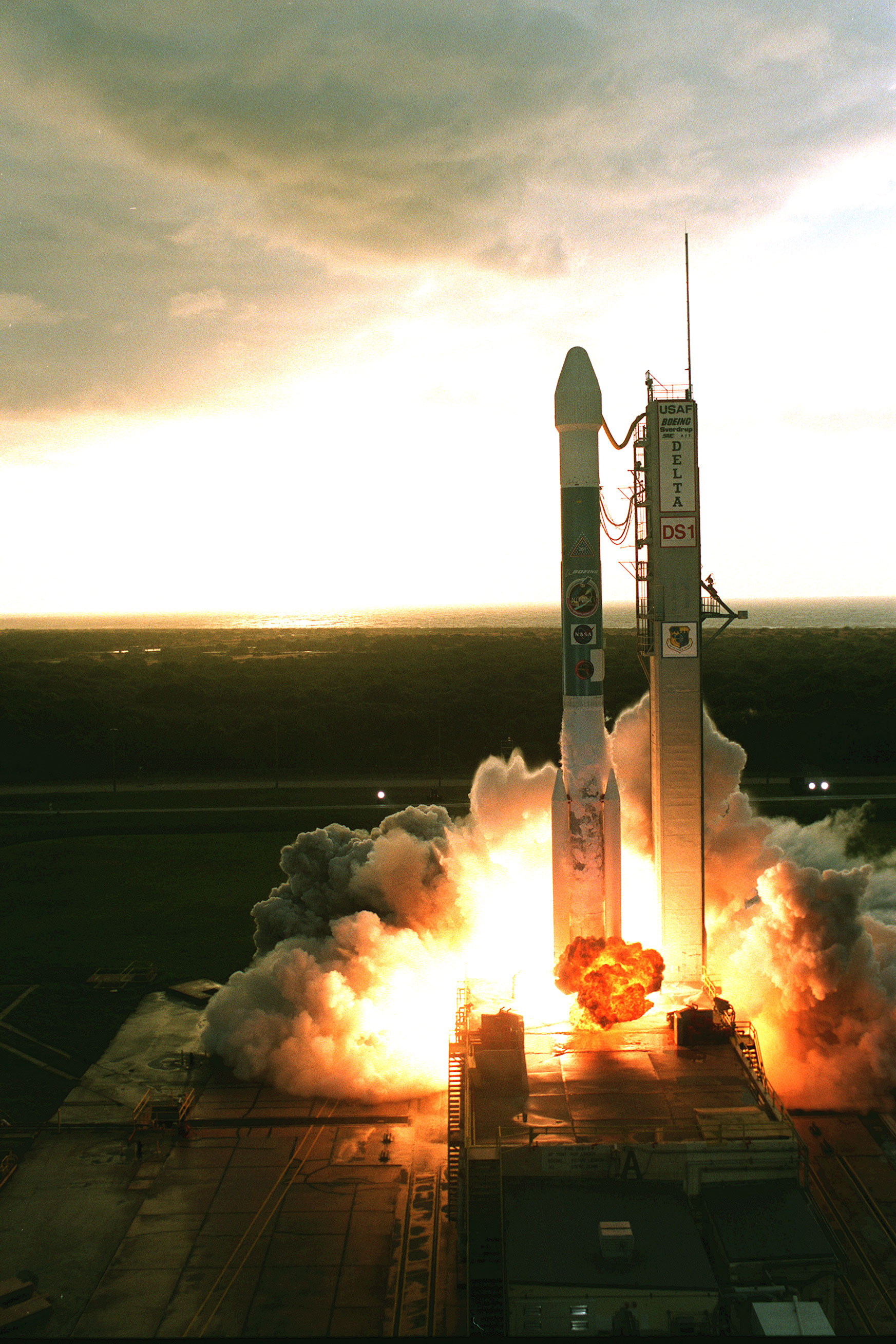
Start vesmírné sondy Deep Space 1 pomocí rakety Delta 7326

Sonda odstartovala z Mysu Canaveral, k čemuž jí dopomohla nosná raketa Delta 7326. Ta patřila sice k levnější variantě tohoto typu, ale i tak její transportní nosnost postačovala ještě k tomu, aby s sebou vzala satelit SEDSAT-1 (Students for the Exploration and Development of Space). Ten byl postaven studenty z Alabamské univerzity v Huntsville. Úkolem tohoto studentského výtvoru bylo pořizování snímků zemského povrchu z oběžné dráhy ve výšce 800 km.
Jakmile se sonda Deep Space 1 dostala na meziplanetární dráhu, proběhl pokus o zažehnutí revolučního iontového motoru. Ten však 10. listopadu 1998 selhal – motor hořel pouhé 4,5 minuty a poté samovolně zhasl. Ve stejný den proběhlo ještě několik neúspěšných pokusů o znovuobnovení jeho funkce. Následujícího dne nastal další problém. Sonda přešla do bezpečnostního módu, což zavinila porucha na autonomním navigačním systému. 19. listopadu se podařilo technikům ze Země problém vyřešit a sonda se vrátila zpět do normálního módu.

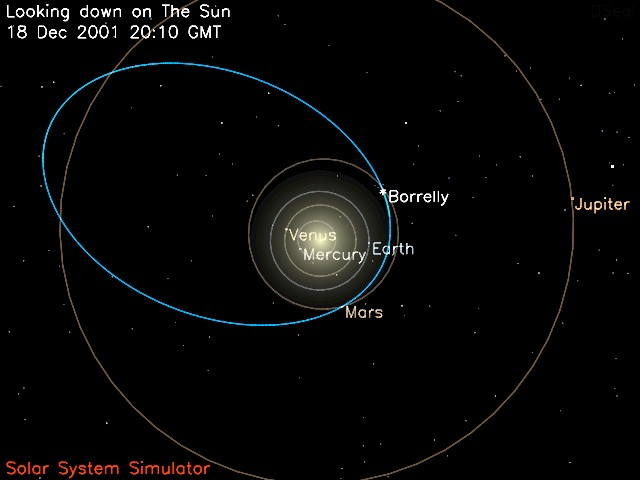
Trajektorie letu komety Borrelly

24. listopadu 1998 byl iontový motor znovu zprovozněn s počátečním výkonem 500 W a postupně přešel na vyšší výkon (až 1300 W).
Dne 29. července 1999 došlo k naplnění primární mise. Tou bylo přiblížit se k planetce (9969) Braille a ze vzdálenosti pouhých 15 km ji vyfotografovat. Sonda Deep Space 1 pořídila několik snímků povrchu planetky, provedla základní měření fyzikálních vlastností – měření hodnot slunečního větru, tvar a rozměry planetky, mineralogické složení, jasnost. Tímto byla úspěšně skončena primární mise, během které byly také otestovány všechny použité nové technologie.

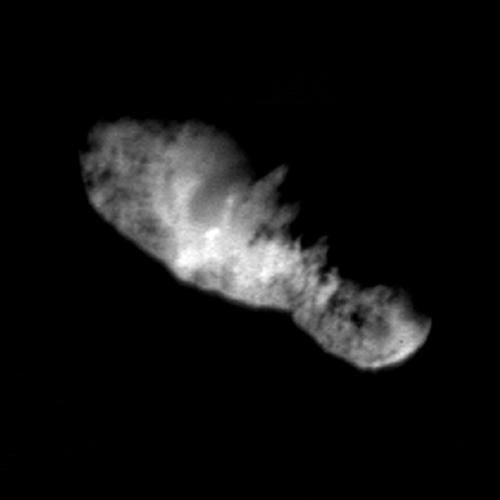
Snímek jádra komety Borrelly pořízený sondou Deep Space 1

Jelikož byl i nadále iontový motor funkční, byl program rozšířen ještě o dodatečnou misi. Sonda byla navedena na dráhu komety 19P/Borrelly. Úkolem bylo přiblížit se k ní a vyfotografovat ji. Technici se obávali poškození sondy při střetech s rychle letícími částicemi kometárního prachu. Sonda se úspěšně dostala ke kometě na vzdálenost 2200 km a při vzájemné rychlosti 16,5 km/s pořídila 52 snímků 10 km dlouhého jádra komety.

## Použité technologie
- Solar Electric Propulsion

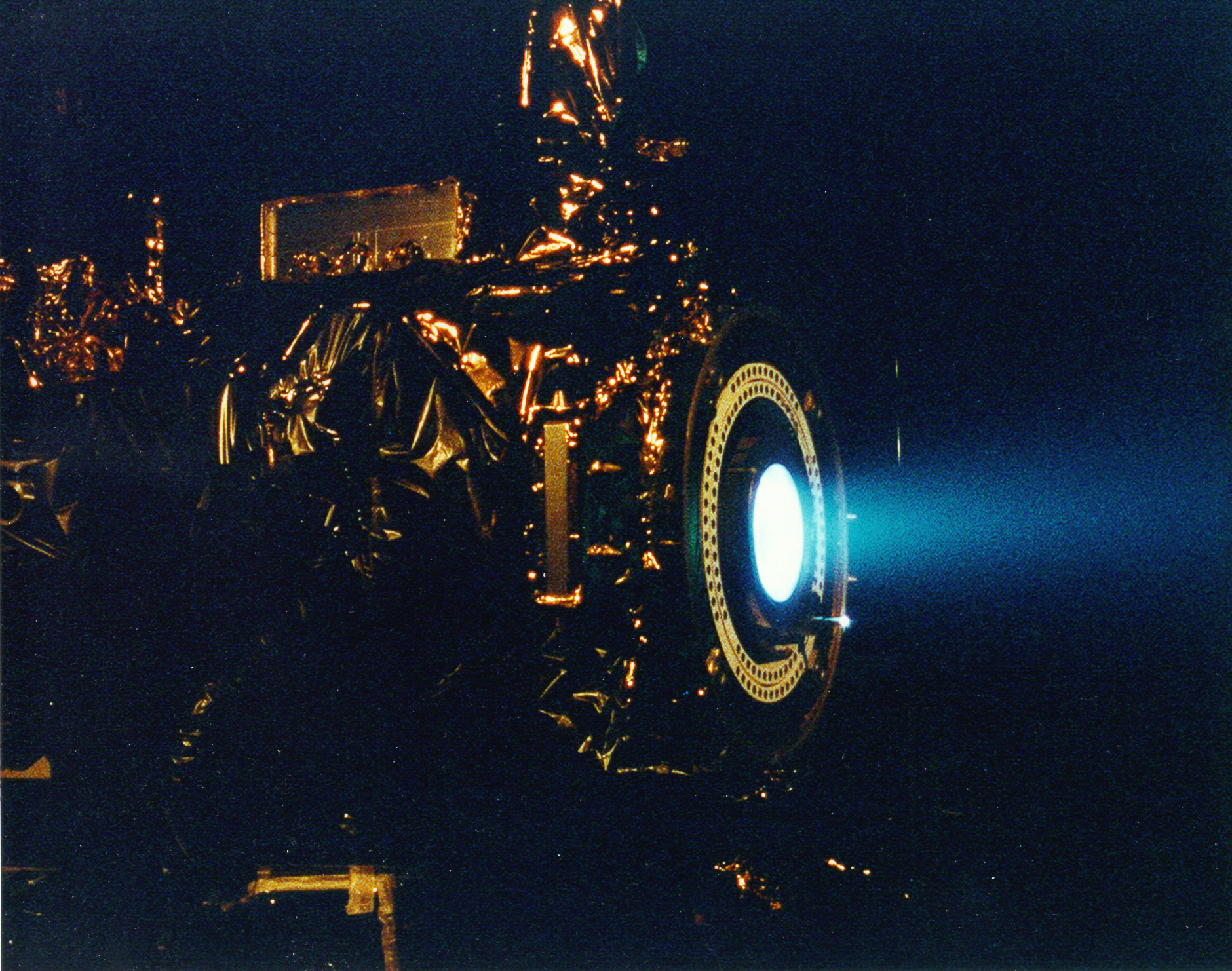
Pracující iontový motor

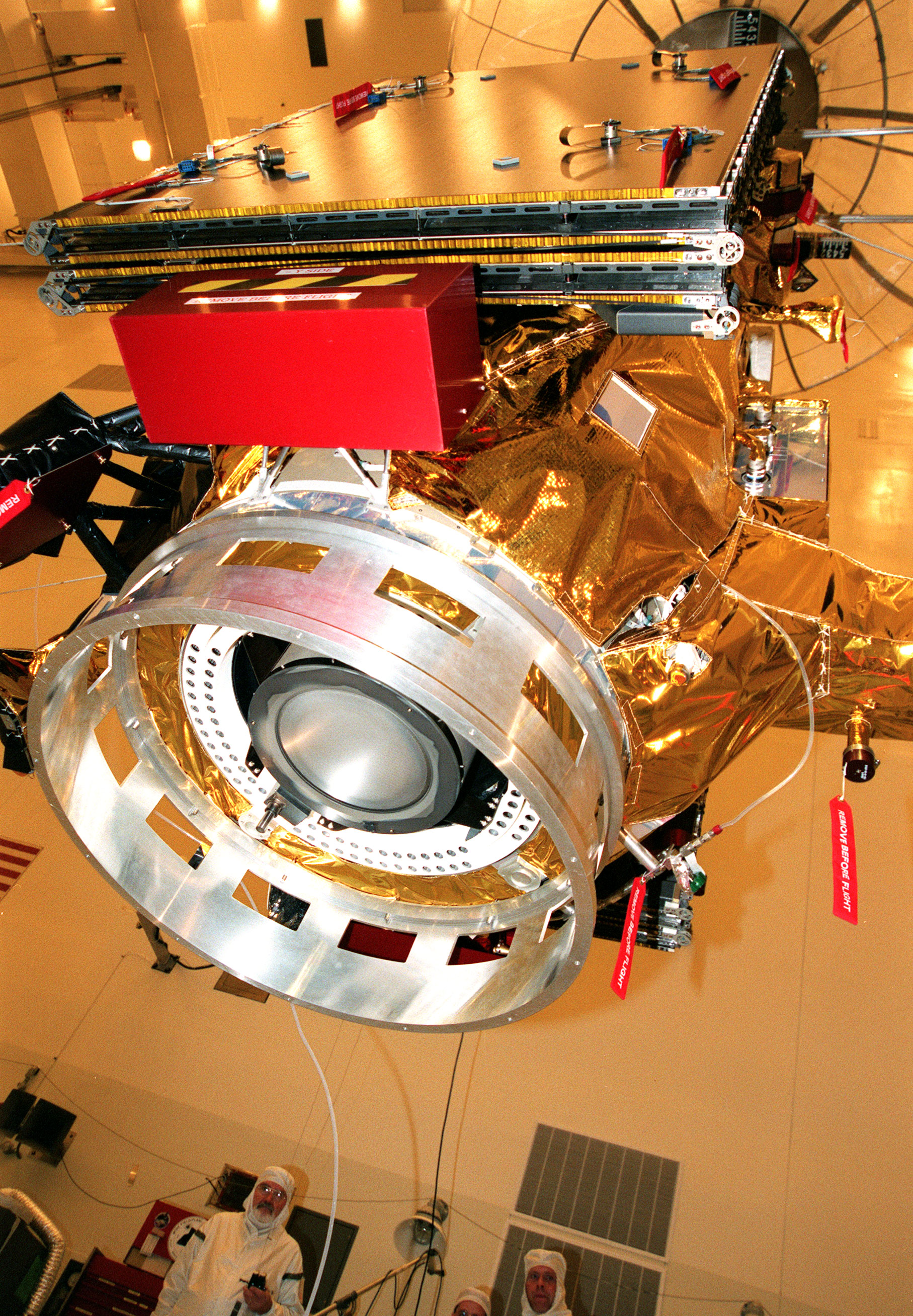
Sonda při výrobě

  - iontový motor, který jako své palivo využívá xenon. Tento typ motoru se spokojí jen několika gramy xenonu na den. Díky této vlastnosti není sonda zbytečně přetížena chemickým palivem. Během 670 dnů, kdy byl iontový motor v chodu, spotřeboval méně než 70 kg paliva a dokázal změnit rychlost sondy celkem o 4,2 km/s.[2]

- Solar Concentrator Arrays
  - sonda byla osazena dvěma výkonnými solárními panely na bázi technologie SCARLET. Ta využívá křemíkové Fresnelovy čočky k soustředění slunečního záření na články vyrobené z GaInP2/GaAs/Ge. Výkon panelů byl až 2,6 kW energie ve vzdálenosti 1 AU od Slunce. Vyrobená energie byla spotřebována hlavně iontovým motorem.

- Autonomous Navigation
  - automatická navigace, která měla sondu sama navigovat na její dráze a ušetřit tak více času pozemnímu středisku.

- Miniature Integrated Camera Spectrometer
  - zařízení vážící pouhých 12 kg. Obsahuje dva detektory pracující ve viditelném spektru světla na vlnových délkách 500-1000 nm. Dále také obsahuje jeden infračervený a ultrafialový spektrometr.

- Ion and Electron Spectromete
  - zkoumá rozložení plazmatu v prostoru, vlivy iontového motoru na vlastní sondu, měří energetické spektrum elektronů a iontů.

- Small Deep Space Transponder
  - je kompaktní rádiový komunikační systém. SDST je schopné komunikovat přes Ka pásmo.

- Ka-Band Solid State Amplifier
  - slouží k přenesení většího množství dat nebo též k nižší spotřebě energie. To umožňuje práce v pásmu Ka.

- Beacon Monitor Operations
  - samokontrolní systém, který monitoruje funkce a hodnoty sondy.

- Autonomous Remote Agent
  - technologie, která rozhodovala o jednotlivých činnostech sondy. Byla schopna řešit některé problémy nezávisle na Zemi vyjma těch závažných.

- Low Power Electronics
  - elektronika, která pracovala na nízkém napětí při nízkém příkonu, čímž snížila spotřebu energie.

- Power Activation and Switching Module
  - elektronický přepínač napájení elektroniky. Dokáže přepínat napájení, měřit napětí a proud a podle potřeby proud i omezit.

- Multifunctional Structure

## Další sondy v programu New Millenium
- Deep Space 2
- Deep Space 3
- Deep Space 4
- Earth Orbiter 1
- Earth Orbiter 2